# Poecilochroa tescorum
Poecilochroa tescorum är en spindelart som beskrevs av Simon 1914. Poecilochroa tescorum ingår i släktet Poecilochroa och familjen plattbuksspindlar.
Artens utbredningsområde är Frankrike. Inga underarter finns listade i Catalogue of Life.